# Hamburgmuseum
Le Museum für Hamburgische Geschichte (musée d'histoire de Hambourg) est un musée d'histoire situé dans la ville de Hambourg, dans le Nord de l'Allemagne.

## Collections
Le Museum für Hamburgische Geschichte couvre l'histoire de Hambourg sur une période allant d'environ 800 jusqu'au présent.

## Histoire
Le musée a été inauguré à son emplacement actuel en 1922, cependant ses origines remontent à 1839. Entre 2006 et 2016, le musée a été nommé Hamburg Museum.
Le bâtiment principal a été construit par Fritz Schumacher entre 1914 et 1922.

## Localisation
Il est situé à proximité du parc de Planten un Blomen, dans le centre de Hambourg.